# William Henry Waddington
William Henry Waddington, född den 11 december 1826 i Saint-Remy-sur-Avre, död den 13 januari 1894 i Paris, var en fransk statsman, bror till Richard Waddington, kusin till Charles Waddington.
Waddington var son till en rik engelsk fabrikant, som inflyttade till Frankrike och där naturaliserades. Han studerade i Paris och vid universitetet i Cambridge samt ägnade sig sedan åt filologiska och numismatiska studier. Waddington gjorde 1850 och 1862 vetenskapliga studieresor i Mindre Asien och valdes 1865 till medlem av Académie des inscriptions et belles-lettres. Hans politiska bana började 1871, då han av departementet Aisne invaldes i nationalförsamlingen. Han var några dagar (19-24 maj 1873) undervisningsminister i det kortlivade kabinett, som måste avgå, då Thiers föll. Vald till senator i januari 1876, blev han den 9 mars samma år undervisningsminister i kabinettet Dufaure-Ricard. Som sådan arbetade han för införandet av obligatorisk folkskoleundervisning och stiftade de juridiska fakulteterna i Douai och Bordeaux. Då kabinettet Jules Simon föll, den 16 maj 1877, avgick  även Waddington.
Den 14 december samma år blev han utrikesminister i kabinettet Dufaure, och han var fransk plénipotentiaire vid kongressen i Berlin 1878, där han med framgång arbetade för Greklands förstorande på Turkiets bekostnad. Sedan Jules Grévy blivit vald till republikens president, blev Waddington konseljpresident den 4 februari 1879 och behöll tillika utrikesministerportföljen. Hans moderata hållning väckte emellertid snart deputeradekammarens missnöje, och den 27 december 1879 föll kabinettet Waddington, då Freycinet blev konseljpresident och utrikesminister. Åren 1883-93 var Waddington ambassadör i London. Bland hans vetenskapliga arbeten märks Voyage en Asìe Mineure au point de vue numismatique (1852), Voyage archéologique en Grèce et en Asie Mineure (1862) och Edit de Dioclétien (1864). Hans hustru, Mary King Waddington, utgav Letters of a diplomatis's wife 1883-1900 (1903) och Italian letters of a diplomatist's wife 1880-1904 (1905).